# 野球ドイツ代表
野球ドイツ代表(やきゅうどいつだいひょう)は、ドイツにおける野球のナショナルチームである。WBSCヨーロッパに所属している。

## 概説
欧州野球選手権では、西ドイツ時代に準優勝1回、3位入賞が6回ある。2007年のヨーロッパ野球選手権ではスペインと勝率で並んだが、得失点差でスペインが3位で世界最終予選に進出、ドイツ代表は惜しくも4位となり久しぶりの入賞と世界最終予選進出はならなかった。
しかし、2008年1月にイギリスが、同年3月に行われる世界最終予選を辞退したため、イギリスの代わりに出場。北京五輪出場はならなかったものの、ヨーロッパ勢最高の6位の成績だった。
中南米地域からの移民が多い背景によりしばしば野球ブンデスリーガでプレーしているキューバなどの野球先進国から帰化した選手が見られる。また、マイナーリーグの選手や元マイナーリーグの選手もそれなりに存在する。
2009年3月に第2回ワールド・ベースボール・クラシック(WBC)の閉幕後、MLB機構国際部門担当副会長のポール・アーチーが会見を行い、2013年大会を従来の16カ国から24カ国に拡張して実施する意向を明らかにした。この際、拡張候補の一つとしてチェコ、ニカラグア、コロンビアとともに名前が挙げられた。
2012年9月に地元で開催された第3回WBCの予選に出場するも、本戦進出決定戦でカナダに敗れ、本戦進出を逃した。
2016年3月に開催された第4回WBCの予選に出場するも、予選敗退となった。
2022年9月に地元で開催された第5回WBCの予選に出場するも、予選敗退となった。
2025年3月に開催された第6回WBCの予選に出場するも、本戦進出決定戦で敗れ予選敗退となった。

## 国際大会

### ワールド・ベースボール・クラシック
| 回 | 年   | 開催地                                                                       | 順位     |
| -- | ---- | ---------------------------------------------------------------------------- | -------- |
| 1  | 2006 | アメリカ合衆国の旗 · 日本の旗 · プエルトリコの旗                             | 不参加   |
| 2  | 2009 | アメリカ合衆国の旗 · 日本の旗 · プエルトリコの旗 · メキシコの旗 · カナダの旗 | 不参加   |
| 3  | 2013 | アメリカ合衆国の旗 · 日本の旗 · プエルトリコの旗 · 中華民国の旗              | 予選敗退 |
| 4  | 2017 | アメリカ合衆国の旗 · 日本の旗 · 大韓民国の旗 · メキシコの旗                  | 予選敗退 |
| 5  | 2023 | アメリカ合衆国の旗 · 日本の旗 · 中華民国の旗                                 | 予選敗退 |
| 6  | 2026 | アメリカ合衆国の旗 · 日本の旗 · プエルトリコの旗                             | 予選敗退 |

### オリンピック
| 回 | 年   | 開催地       | 順位     |
| -- | ---- | ------------ | -------- |
| 26 | 1992 | バルセロナ   | 予選敗退 |
| 27 | 1996 | アトランタ   | 予選敗退 |
| 28 | 2000 | シドニー     | 予選敗退 |
| 29 | 2004 | アテネ       | 予選敗退 |
| 30 | 2008 | 北京         | 予選敗退 |
| 33 | 2021 | 東京         | 予選敗退 |
| 35 | 2028 | ロサンゼルス |          |

### WBSCプレミア12
| 回 | 年   | 開催地                                                | 順位         |
| -- | ---- | ----------------------------------------------------- | ------------ |
| 1  | 2015 | 日本の旗 · 中華民国の旗                               | 参加資格無し |
| 2  | 2019 | 日本の旗 · 中華民国の旗 · 大韓民国の旗 · メキシコの旗 | 参加資格無し |
| 3  | 2024 | 日本の旗 · 中華民国の旗 · メキシコの旗                | 参加資格無し |

### ワールドカップ
- 1972年 - 16位
- 1973年 - 11位
- 2007年 - グループリーグ敗退（グループリーグ7位）

### 欧州野球選手権
| - 1954年 - 4位 - 1955年 - 3位 - 1956年 - 5位 - 1957年 - 2位 - 1958年 - 3位 - 1960年 - 予選敗退 - 1962年 - 5位 - 1964年 - 予選敗退 - 1965年 - 3位 - 1967年 - 3位 |  | - 1969年 - 4位 - 1971年 - 3位 - 1973年 - 予選敗退 - 1975年 - 3位 - 1977年 - 予選敗退 - 1979年 - 予選敗退 - 1981年 - 予選敗退 - 1983年 - 予選敗退 - 1985年 - 予選敗退 - 1987年 - 7位 |  | - 1989年 - 8位 - 1991年 - 予選敗退 - 1993年 - 7位 - 1995年 - 6位 - 1997年 - 10位 - 1999年 - 10位 - 2001年 - 7位 - 2003年 - 12位 - 2005年 - 4位 - 2007年 - 4位 |  | - 2010年 - 3位 - 2012年 - 4位 - 2014年 - 6位 - 2016年 - 4位 - 2019年 - 6位 - 2021年 - 9位 |

## 世界ランキング
WBSCが発表している男子野球世界ランキングにおいて、ドイツの順位は以下の通りである。
| 回 | 発表日         | 順位 | 変動 | ポイント |
| -- | -------------- | ---- | ---- | -------- |
| 1  | 2012年12月31日 | 17   | +-0  | 96.83    |
| 2  | 2014年12月31日 | 18   | 1    | 78.9     |
| 3  | 2016年12月31日 | 20   | 2    | 587      |
| 4  | 2018年9月25日  | 22   | 2    | 454      |
| 5  | 2018年12月17日 | 22   | +-0  | 454      |
| 6  | 2019年12月31日 | 19   | 3    | 766      |
| 7  | 2020年3月18日  | 19   | +-0  | 766      |
| 8  | 2021年6月28日  | 20   | 1    | 545      |
| 9  | 2021年8月11日  | 18   | 2    | 585      |
| 10 | 2021年12月31日 | 18   | +-0  | 952      |
| 11 | 2022年12月31日 | 18   | +-0  | 1071     |
| 12 | 2023年3月28日  | 19   | 1    | 1075     |
| 13 | 2023年8月15日  | 17   | 2    | 1100     |

## 代表選手
- 2013 ワールド・ベースボール・クラシック ドイツ代表
- 2017 ワールド・ベースボール・クラシック ドイツ代表
- 2023 ワールド・ベースボール・クラシック ドイツ代表